# مولیبدنیت
مولیبدنیت  (به انگلیسی: Molybdenite) با فرمول شیمیایی MoS2 از مجموعه کانی هاست و به صورت ورقه‌های کوچک قابل انعطاف و غیرقابل ارتجاع بوده و در لمس کردن آن حالت چرب دارد. قابلیت ذوب آن کم بوده و در اسیدها کمتر محلول است. با آب شسته می‌شود و کانی‌های مشابه آن گرافیت، اسپکولاریت است که با اثر خط و جلای متفاوت از آن‌ها تمیز داده می‌شود. از کلمه یونانی molubdos به معنای سرب گرفته شده Mo:۵۹٫۹۴٪  ,S:۴۰٫۰۶٪  با انکلوزیونهای Re,Ag,Au برای اولین بار در آلمان کشف شد و از نظر شکل بلور: بلورهای مسطح و، رنگ: خاکستری - آبی متمایل به بنفش، شفافیت: کدر(اپاک)، جلا: فلزی، رخ: کامل - مطابق باسطح، سیستم تبلور: هگزاگونال و در رده‌بندی مولیبدنیت است  و منشأ تشکیل آن ماگمایی - پگماتیتی - هیدروترمال - متاسوماتیک است.
همایند کانی‌شناسی (پارانژ) آن گرافیت - اسپکولاریت- کاسی تریت- ولفرامیت- شیلیت- کوارتز- بیسموتینیت- آرسنوپیریت(دگرگونی مجاورتی)کوتاه است
کاربرد آن: صنایع فولاد - الکترونیک - صنایع شیمیائی و غیره، از نظر ژیزمان بلورهای کوچک - فلسی- تجمع پولکها کمیاب است و بیشتر در پگماتیت‌های نروژ، در روسیه (اورال)، آلمان، آمریکا، کانادا، استرالیا، مراکش و چک اسلواکی یافت می‌شود.
مولیبدنایت ماده‌ای ذاتا نیمه‌هادی است که هم در طبیعت یافت می‌شود و هم می‌توان آن را در آزمایشگاه تولید کرد. مولیبدنایت همانند گرافین دارای ساختار ورقه‌ای به ضخامت یک اتم است.

## منبع
1. ↑  «اتصال مدارات الکترونیکی از جنس مولیبدنایت به الکترود طلا». ستاد ویژه توسعه فناوری نانو. ۲/۱۲/۹۰. دریافت‌شده در ۲۱ فوریه ۲۰۱۲. تاریخ وارد شده در |تاریخ= را بررسی کنید (کمک)[پیوند مرده]

- پردیس کشاورزی ایران